# パトリック・マカウ
パトリック・マカウ（Patrick Makau Musyoki、1985年3月2日 - ）は、ケニア東部州出身のマラソン選手。2011年のベルリンマラソンで2時間03分38秒を記録して男子マラソンの世界新記録（当時）を樹立した。ハーフマラソンの自己記録は58分52秒。ポッソスポーツと代理人契約を結んでいる。

## 経歴

### 少年期
マカウは、ケニア東部州マチャコス郊外にあるマニャンザーニ村の貧しい農家の二男として生まれる。マカウの少年時代から村には水道やガスはなく、1km以上も歩かなければ水を汲むことすらできないという環境で育った。親の収入は月におよそ10ドル程度で、その日に食べるものや着る衣服にも困るような貧しい生活であった。本人は後に、マラソンを走っていてつらくなったときでもこの時代の苦しい生活を思い出すことでさらにエネルギーがわいてくると語っている。マカウが陸上競技を始めたきっかけはこうした貧困から抜け出すためであった。東アフリカ地域ではマカウのように貧困に苦しむ若者が特別に道具も必要とされないマラソンランナーを志すことはそれほど珍しいことではなく、またマカウにとってもこれが貧困から抜け出すための唯一の手段であった。マカウが本格的に陸上競技に取り組み始めたのは2001年のことである。この年には学校で1500メートル走と5000メートル走の学年代表に選ばれ、翌2002年には東部州の代表に選出された。これ以降マカウは長距離走の年代別国内大会に出場を続けていく。

### 国際舞台へ
学校卒業後、20歳になるとマカウはランナーになるため生れた村を出た。その2006年に行われた世界ロードランニング選手権大会は26位。翌2007年のラアス・アル＝ハイマハーフマラソンでは59分13秒を記録して、58分53秒の世界新記録を樹立したサムエル・ワンジルに次ぐ2位。2007年の世界ロードランニング選手権と2008年の世界ハーフマラソン選手権はいずれも2位に入りケニアの団体優勝に貢献した。2008年のCPCデン・ハーグハーフマラソンを勝利し、2009年のラアス・アル＝ハイマハーフマラソンは世界歴代2位となる58分52秒を記録して優勝を飾った。
マカウは2009年4月のロッテルダムマラソンで初マラソンの舞台を踏み、2時間06分14秒を記録して4位に入った。初マラソンの記録としては、エバンス・ルトが2003年のシカゴマラソンで記録した2時間05分50秒に次ぐ世界歴代2位の記録であった。
マカウは2010年3月のCPCデン・ハーグハーフマラソンでセカンドベストの59分52秒を記録して優勝した。4月のロッテルダムマラソンは世界歴代4位となる2時間04分48秒を記録して優勝を飾った。ロッテルダムの後、マカウはベルリンに目標を定めた。9月のベルリンマラソンはロッテルダムマラソン2位のジョフリー・ムタイと再戦、マカウはムタイをラストスパートで振り切って2時間05分08秒の記録でワールドマラソンメジャーズのポイント対象レース初勝利を飾った。この年のベルリンマラソンは降雨と霧が世界記録の更新を阻止したと言われるものになった。
2011年4月のロンドンマラソンでは中間点付近で転倒したにもかかわらず走り続け、2時間05分45秒を記録して2位マーティン・レルと僅差の3位に入った。同年5月、マカウは国際マラソンロードレース協会の2010年度年間最優秀選手賞を受賞した。

### 世界新記録

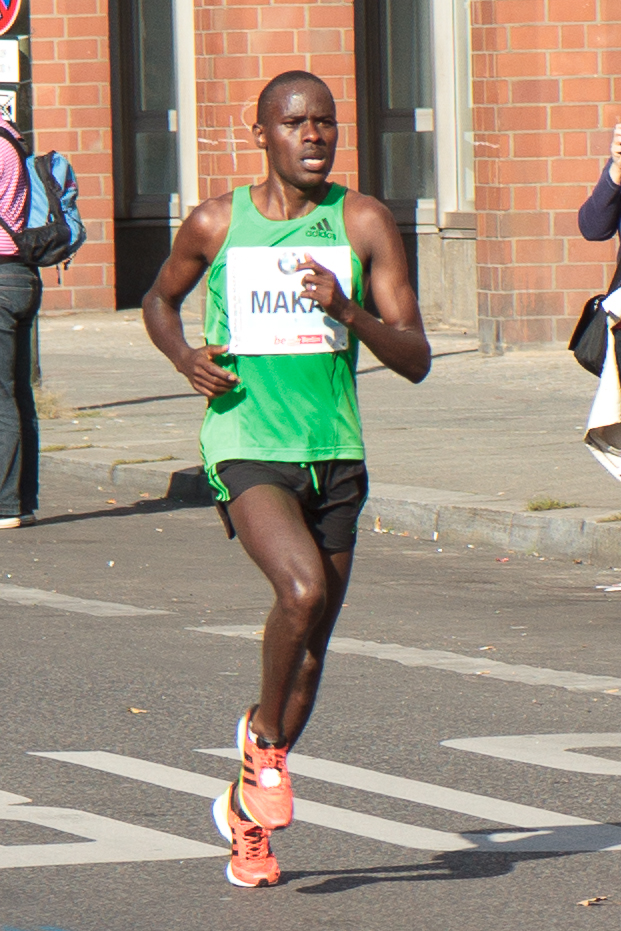
2011年ベルリンマラソンにて

2011年9月25日、マカウはベルリンマラソンに出場した。ハイペースの先頭集団でレースを進め、27キロ地点でハイレ・ゲブレセラシェを振り切ると独走に入り、2時間03分38秒の記録で連覇を飾った。同時にゲブレセラシェが保持していた世界記録を21秒更新した。レース前のマカウは、世界記録を更新して記録をケニアに持ち帰りたいという意気込みを語っていた。レース後に次のようなコメントを残した。
| 「 | In the morning my body was not good but after I started the race, it started reacting very well. I started thinking about the record. | 」 |

| 「 | At 32 kms I thought I could win the race and even break the world record [...] It was hard to for the last 10 kilometres. | 」 |

「今朝の身体の状態はよくなかったが、走り始めると身体はとてもよく反応し始めた。それから記録を意識し始めた。」「32キロ地点で勝利とそして世界記録の更新さえもが可能だと思った（中略）ラスト10キロは大変だった。」

### ロンドンオリンピック代表選考落ち
2012年開催のロンドンオリンピックマラソン競技ケニア代表3名の枠を巡る争いは熾烈なものとなった。ケニア陸上連盟は2012年1月に代表候補選手6名を発表したが、これらの選手たちの中には世界記録保持者のマカウ以外にも、2011年10月に行われたフランクフルトマラソンにてマカウの持つ世界記録とわずか4秒差と迫る2時間3分42秒という世界歴代2位の記録をたたき出したウィルソン・キプサングや、2011年4月のボストンマラソンで非公認記録ながら2時間3分2秒の驚異的なタイムを叩き出して優勝しニューヨークシティマラソンでも従来の記録を2分以上縮める驚異のコースレコードを叩きだしたジョフリー・ムタイ、同じく2011年ボストンマラソンで非公認記録ながら2時間3分6秒で2位に入りシカゴマラソンでもコースレコードを叩きだしたモーゼス・モソップ、2時間4分40秒の自己ベストを持ち2010-2011シーズンのワールドマラソンメジャーズを制覇したエマニュエル・ムタイ、さらに2時間5分4秒の自己ベストながら2009年と2011年の世界陸上競技選手権大会で2連覇を達成していた世界大会での実績十分なアベル・キルイと、4年前の五輪金メダリストのサムエル・ワンジルを超える実力を有すると思われる世界でも別格の選手達で占められており、いかに世界記録保持者たるマカウといえども容易にはオリンピックに出場することができないほどケニア・マラソン勢の層は厚かった。
それまで追う立場であったマカウは世界新記録を樹立したことで追われる立場となり、しかも代表選考レースとなるロンドンマラソンは世界新記録を達成したベルリンマラソン以来初めてのレースであったこともあり、当時のマカウを見ていた者の中には代表選考にあたって彼が大きなプレッシャーを感じていたと指摘する者もいる。例えばマカウと同じ練習場を利用していた仲間たちは、それまで以上に厳しい練習を自らに課すマカウを見てオーバーワークになっていないか心配していたという。実際にオーバーワークによるものであったのかは不明であるが、ロンドンマラソンの10日前にマカウはスピード向上のための練習中に太ももの裏側を痛めてしまった。
マカウは出場はしたものの優勝候補と目されながら途中棄権し、このロンドンマラソンで優勝したキプサング、6位のキルイ、7位のエマニュエル・ムタイがケニア代表に選出され、現役の世界記録保有者がオリンピック代表選考に落選するという結果となった。

## 優勝歴
- ザンジバルハーフマラソン - 2005
- タルスス国際ハーフマラソン - 2006

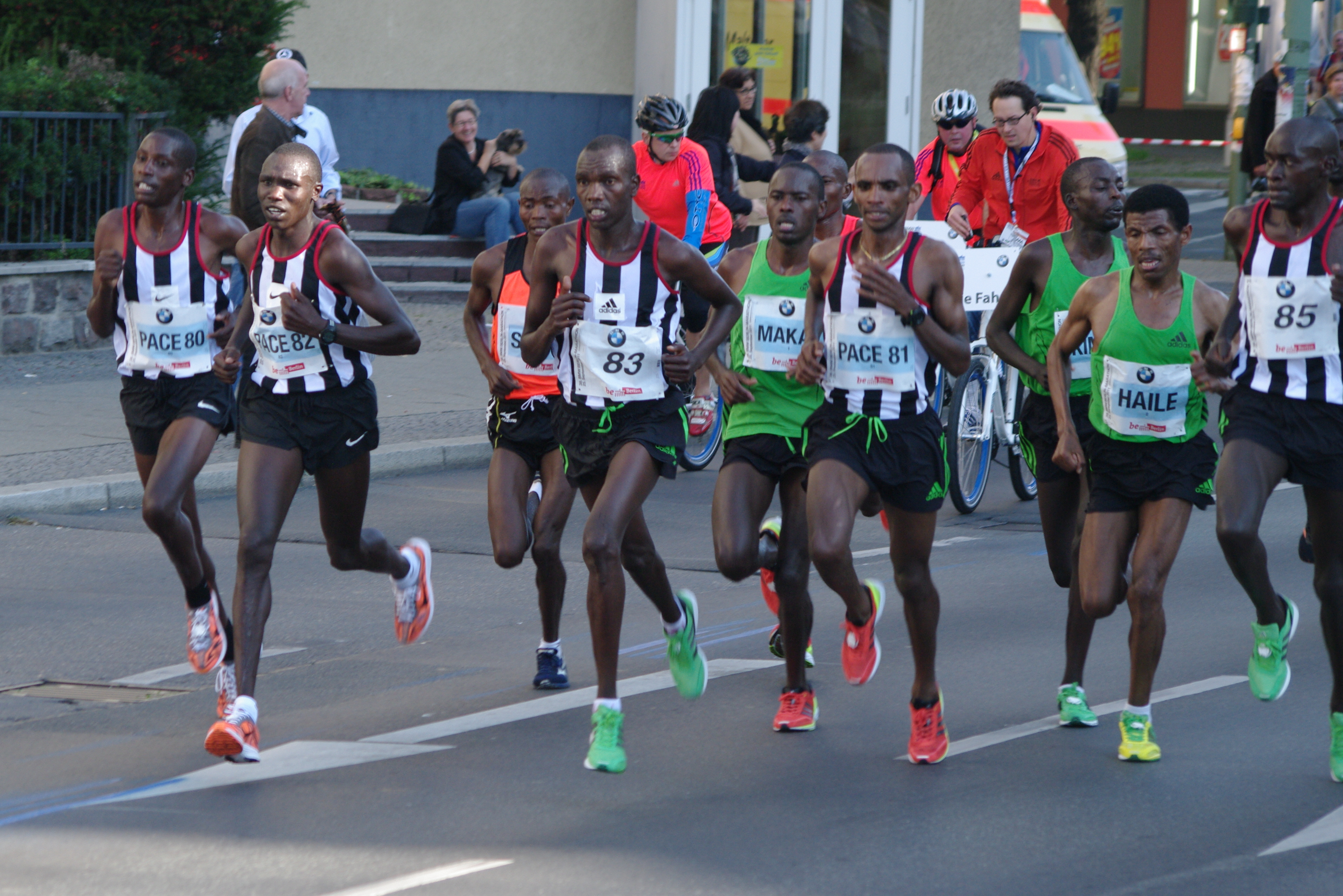
2011年9月ベルリンマラソン24km地点におけるマカウ（左から5人目・MAKAU）とゲブレセラシェ（右から2人目・HAILE）

- Von Berlin 25K - 2006, 2007
- ロンドン10K - 2006
- ブリストルハーフマラソン - 2006
- ラホール10K - 2007
- ベルリンハーフマラソン - 2007, 2008
- ラアス・アル＝ハイマハーフマラソン（英語版） - 2008, 2009
- レディングハーフマラソン - 2008
- CPCデン・ハーグハーフマラソン - 2008, 2010
- ロッテルダムハーフマラソン - 2008
- ロッテルダムマラソン - 2010
- ベルリンマラソン - 2010, 2011
- フランクフルトマラソン（英語版） - 2012
- 福岡国際マラソン - 2014, 2015

## 自己記録
|                | 種目    | 記録                 | 場所             | 年月日        |
| -------------- | ------- | -------------------- | ---------------- | ------------- |
| トラック       | 3000m   | 7:54.50              | プリーツハウゼン | 2007年5月13日 |
| ロード         |         |                      |                  |               |
| 10km           | 27:27   | ベルリン             | 2007年4月1日     |               |
| 15km           | 41:30   | ラアス・アル＝ハイマ | 2009年2月20日    |               |
| 20km           | 56:13   | ウーディネ           | 2007年10月14日   |               |
| ハーフマラソン | 58:52   | ラアス・アル＝ハイマ | 2009年2月20日    |               |
| 25km           | 1:13:18 | ベルリン             | 2011年9月25日    |               |
| 30km           | 1:27:38 | ベルリン             | 2011年9月25日    |               |
| マラソン       | 2:03:38 | ベルリン             | 2011年9月25日    |               |

単位は : （時間、分） . （秒） 　IAAFより作成

## マカウのマラソン世界最高記録
- 2時間03分38秒：2011年9月25日 ベルリンマラソン

|            | 5km   | 10km  | 15km  | 20km  | ハーフ  | 25km    | 30km    | 35km    | 40km    | ゴール  |
| ---------- | ----- | ----- | ----- | ----- | ------- | ------- | ------- | ------- | ------- | ------- |
| タイム     | 14:37 | 29:17 | 43:52 | 58:30 | 1:01:44 | 1:13:18 | 1:27:38 | 1:42:16 | 1:57:15 | 2:03:38 |
| スプリット | 14:37 | 14:40 | 14:35 | 14:38 |         | 14:48   | 14:20   | 14:38   | 14:59   | 6:23    |

## マラソン成績
| 年月    | 大会名                     | タイム      | 順位  | 備考             |
| ------- | -------------------------- | ----------- | ----- | ---------------- |
| 2009.04 | ロッテルダムマラソン       | 2：06：14   | 4位   |                  |
| 2009.11 | ニューヨークシティマラソン | ----------- | (DNF) |                  |
| 2010.04 | ロッテルダムマラソン       | 2：04：48   | 優勝  |                  |
| 2010.09 | ベルリンマラソン           | 2：05：08   | 優勝  |                  |
| 2011.04 | ロンドンマラソン           | 2：05：45   | 3位   |                  |
| 2011.09 | ベルリンマラソン           | 2：03：38   | 優勝  | 世界記録（当時） |
| 2012.04 | ロンドンマラソン           | ----------- | (DNF) |                  |
| 2012.10 | フランクフルトマラソン     | 2：06：08   | 優勝  |                  |
| 2013.04 | ロンドンマラソン           | 2：14：10   | 11位  |                  |
| 2014.12 | 福岡国際マラソン           | 2：08：22   | 優勝  |                  |
| 2015.12 | 福岡国際マラソン           | 2：08：18   | 優勝  |                  |
| 2016.12 | 福岡国際マラソン           | 2：08：57   | 2位   |                  |